# Lapeyrouse-Mornay
Lapeyrouse-Mornay est une commune française située dans le département de la Drôme en région Auvergne-Rhône-Alpes.
Ses habitants sont dénommés les Lapeyrousiens et les Lapeyrousiennes.

## Géographie

### Localisation
Lapeyrouse-Mornay est situé à environ 24 km au sud de Vienne, 45 km au nord de Valence, 45 km au sud de Lyon, 60 km à l'ouest de Grenoble et 45 km (distances Orthodromiques).
Lapeyrouse-Mornay est la commune la plus septentrionale du département de la Drôme. Le village le plus proche est Manthes, à 2,5 km.

### Relief et géologie
La superficie de la commune est de 1 145 hectares ; son altitude varie de 220  à   272 mètres.
Le territoire est implanté dans la plaine de la Valloire, à l'extrême ouest de la plaine de Bièvre, entre le plateau de Bonnevaux et les collines viennoises au nord et la vallée de la Galaure et le plateau de Chambaran au sud. Le paysage est plat, composé principalement de cultures agricoles mais aussi de boisés au nord de la départementale 519.
Sites particuliers :

### Hydrographie
La commune est arrosée par les cours d'eau suivants :
- la Derroy, affluent du Dolon, long de près de 12 km ; elle marque la limite, au nord, avec la commune de Pact ; sa source est situé dans le département de l'Isère[4].
- le Dolon, affluent du Rhône, long de 33,5 km ; il marque la limite, au nord-ouest, avec la commune de Jarcieu[5].
- l'Oron, long de 27,8 km, marque la limite, au sud, avec la commune de Manthes[6].

### Climat
Pour des articles plus généraux, voir Climat d'Auvergne-Rhône-Alpes et Climat de la Drôme.
En 2010, le climat de la commune est de type climat méditerranéen altéré, selon une étude du CNRS s'appuyant sur une série de données couvrant la période 1971-2000. En 2020, Météo-France publie une typologie des climats de la France métropolitaine dans laquelle la commune est dans une zone de transition entre le climat semi-continental et le climat de montagne et est dans la région climatique  Moyenne vallée du Rhône, caractérisée par un bon ensoleillement en été (fraction d’insolation > 60 %), une forte amplitude thermique annuelle (4 à 20 °C), un air sec en toutes saisons, orageux en été, des vents forts (mistral), une pluviométrie élevée en automne (250 à 300 mm). 
Pour la période 1971-2000, la température annuelle moyenne est de 11,9 °C, avec une amplitude thermique annuelle de 17,9 °C. Le cumul annuel moyen de précipitations est de 877 mm, avec 8,4 jours de précipitations en janvier et 5,8 jours en juillet. Pour la période 1991-2020, la température moyenne annuelle observée sur la station météorologique de Météo-France la plus proche, sur la commune de Saint-Sorlin-en-Valloire à 5 km à vol d'oiseau, est de 13,0 °C et le cumul annuel moyen de précipitations est de 854,9 mm,. Pour l'avenir, les paramètres climatiques de la commune estimés pour 2050 selon différents scénarios d'émission de gaz à effet de serre sont consultables sur un site dédié publié par Météo-France en novembre 2022.

### Voies de communication et transports
La départementale 519 traverse la commune et rejoint l'axe isérois entre Beaucroissant et Chanas.
L'Autoroute A7 (France) est à une quinzaine de kilomètres à l'ouest. Le péage d'autoroute le plus proche est situé sur la commune de Chanas.
Deux lignes d'autocar desservent le village : la ligne 02 de Saint-Vallier à Moras-en-Valloire et la ligne 12 de Beaurepaire en Isère à Romans-sur-Isère dans la Drôme.
La gare de Saint-Rambert-d'Albon est située à une vingtaine de kilomètres vers l'ouest et permet l'accès à la ligne ferroviaire Paris - Lyon - Marseille.

## Urbanisme

### Typologie
Au 1er janvier 2024, Lapeyrouse-Mornay est catégorisée commune rurale à habitat dispersé, selon la nouvelle grille communale de densité à 7 niveaux définie par l'Insee en 2022.
Elle est située hors unité urbaine. Par ailleurs la commune fait partie de l'aire d'attraction de Roussillon, dont elle est une commune de la couronne,. Cette aire, qui regroupe 27 communes, est catégorisée dans les aires de 50 000 à moins de 200 000 habitants,.

### Occupation des sols
L'occupation des sols de la commune, telle qu'elle ressort de la base de données européenne d’occupation biophysique des sols Corine Land Cover (CLC), est marquée par l'importance des territoires agricoles (81,7 % en 2018), en diminution par rapport à 1990 (89,2 %). La répartition détaillée en 2018 est la suivante : terres arables (59,4 %), zones agricoles hétérogènes (22,2 %), forêts (10,7 %), zones urbanisées (7,6 %), cultures permanentes (0,1 %). L'évolution de l’occupation des sols de la commune et de ses infrastructures peut être observée sur les différentes représentations cartographiques du territoire : la carte de Cassini (XVIIIe siècle), la carte d'état-major (1820-1866) et les cartes ou photos aériennes de l'IGN pour la période actuelle (1950 à aujourd'hui).

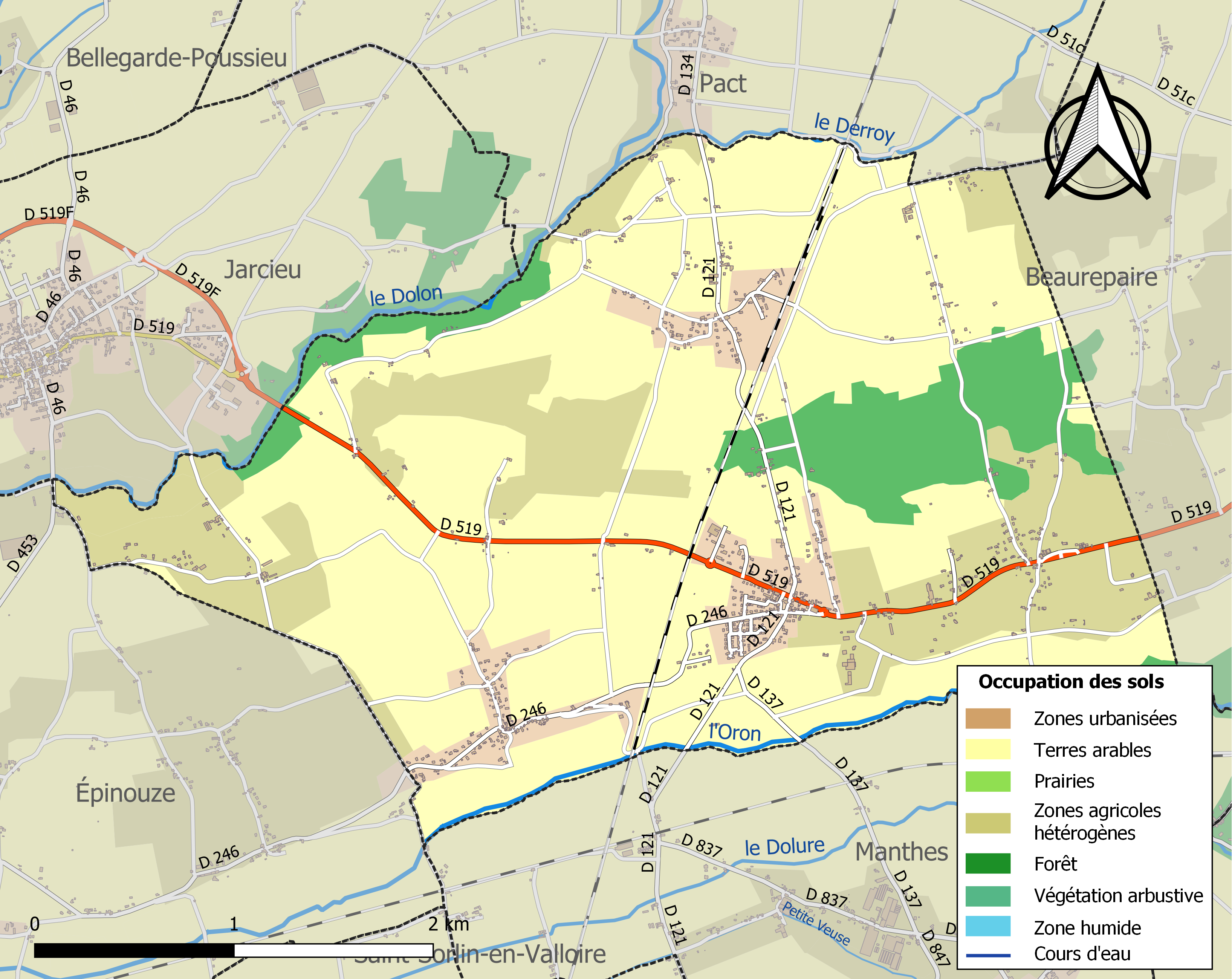
Carte des infrastructures et de l'occupation des sols de la commune en 2018 (CLC).

### Morphologie urbaine
La commune est composée du village et de trois hameaux (les Morelles, Montanay, Bois Vieux). Elle est traversée dans le sens nord-sud par la ligne ferroviaire à grande vitesse, la LGV Rhône-Alpes (PRCI 47 de Lapeyrouse-Mornay), un peu à l'ouest du bourg.
Deux tiers de sa surface est occupée par l'agriculture et près de 20 % par la forêt et les milieux semi-naturels :
| Territoire artificialisé                                                                                                  | 9,31 % (5,60)   | 107 |
| Espace agricole | 66,49 % (25,80) | 764 |
| Forêts et milieux semi-naturels                                                                                           | 19,32 % (66,40) | 222 |
| Eaux | 0.17 % (1)      | 2   |
| Indéterminés | 4,80 % (1,30)   | 55  |
| Source : Base statistique de l'Observatoire des surfaces à l’échelle communale (OSCOM) et Diaporama de présentation OSCOM |                 |     |

#### Quartiers, hameaux et lieux-dits
Site Géoportail (carte IGN) :
- Bois Vieux
- Brulefer
- Château de la Joyeuse
- Grand Bois
- la Croix Rousse
- la Fiard
- la Joyeuse
- la Maison Blanche
- les Bardelières
- les Brosses
- les Morelles
- Maison Pèlerin
- Montanay
- Montgros
- Mornay
- Pirol

### Logement
En 2014 comme en 2009, la plupart des logements de la commune sont des maisons (environ 90 %) et un peu plus de 3,5 % sont des appartements.
| Types de logements                         | 2014 | Proportion | 2009 | Proportion |
| ------------------------------------------ | ---- | ---------- | ---- | ---------- |
| Total                                      | 528  | 100 %      | 461  | 100 %      |
| Résidences principales                     | 472  | 89,5 %     | 423  | 91,7 %     |
| Résidences secondaires                     | 16   | 3 %        | 15   | 3,2 %      |
| Logements vacants                          | 40   | 7,5 %      | 24   | 5,2 %      |
| Source : Catégories et types de logements. |      |            |      |            |

### Risques naturels et technologiques
La commune n'est pas soumise à un plan de prévention des risques naturels prévisibles, ni à un plan de prévention des risques technologiques mais elle est située en zone 3 de sismicité modérée.
Elle est traversée par plusieurs canalisations de matières dangereuses :
- l'oléoduc de défense commune N°1 (ODC1) transporte des hydrocarbures militaires provenant des raffineries du sud de la France vers les dépôts de l'Est du pays ;
- une canalisation de pétrole brut exploitée par la Société du pipeline sud-européen (SPSE) ;
- un gazoduc de diamètre 500 mm géré par GRTgaz.

## Toponymie

### Attestations
Lapeyrouse :
- 1450 : Perrosa (archives de la Drôme, E 1220)[22].
- 1891 : Lapeyrouse, quartier de la commune de Lapeyrouse-Mornay[22].

Mornay :
- 1009 : Boscus Morvadeis (pour Mornadeis) (cartulaire de Saint-André-le-Bas, 251)[23].
- 1891 : Mornay, bois de la commune de Lapeyrouse-Mornay. Ce bois faisait partie de la commune de Lens-Lestang avant 1855[23].

Lapeyrouse-Mornay :
- 1891 : Lapeyrouse-Mornay, commune du canton du Grand-Serre[24].

### Étymologie
LapeyrouseComme pour les autres Lapeyrouse de France, par exemple Lapeyrouse (Puy-de-Dôme), sans doute un lieu pierreux.
Mornay

## Histoire
Pour un article plus général, voir Histoire de la Drôme.

### Préhistoire
Lors du chantier du TGV en 1987, des fouilles ont permis de trouver des silex taillés.

### Antiquité: les Gallo-romains
Lors du chantier du TGV en 1987, des fouilles ont permis de trouver divers fragments gallo-romains.

### Du Moyen Âge à la Révolution
- 1009 : la moitié du bois de Mornay est donnée aux comtes d'Albon par les rois de Bourgogne[23].
- 1772 : il est inféodé aux Spare sous les noms de fiefs de Verpré et de Mornay[23].

### De la Révolution à nos jours
Au XIXe siècle, les 700 habitants des hameaux isolés de Lapeyrouse, de Mornay, de Bois Vieux et des Morelles, alors éloignés sur la partie la plus septentrionale des communes de Lens-Lestang et de Moras-en-Valloire, réclament la construction d'une église et d'une école. Cette demande est exaucée au décès de Jean Jacques Henri de Barrin (1784-1851), chef d'escadron d'artillerie qui, dans son testament, lègue une somme d'argent et une parcelle de terre afin d'y construire une église, une cure, une mairie, un cimetière et la maison de l'instituteur, à la condition que les hameaux soient réunis en une commune distincte.
La commune actuelle est créée par la loi du 19 février 1855. Elle comprend les quartiers de Lapeyrouse et de Mornay, distraits de la commune de Lens-Lestang, et ceux de Bois Vieux et des Morelles, distraits de la commune de Moras.
La section A de la commune de Lens-Lestang et partie des sections C et D de Moras-en-Valloire ont servi à constituer la commune de Lapeyrouse-Mornay, érigée par la loi du 19 février 1855,,,,.
Le 19 août 1944, une colonne allemande venant de Jarcieu détruit le café Gallay et l'école à l'aide de grenades incendiaires. Il s'agissait vraisemblablement d'un élément de couverture (flanc-garde chargé de la sécurité sur l'axe Chanas-Beaurepaire) de la 19e Armée se repliant vers le nord).

## Politique et administration

### Administration municipale
En 2020, le conseil municipal compte quinze membres[source insuffisante].

### Liste des maires
| Période                                                | Période  | Identité                                      | Étiquette     | Qualité  |
| ------------------------------------------------------ | -------- | --------------------------------------------- | ------------- | -------- |
| 1855                                                   | 1900     | "Eugène" Charles Pierre de Barrin (1828-1900) |               |          |
| Les données manquantes sont à compléter. : depuis 1900 |          |                                               |               |          |
| 1900                                                   | 1904     | ?                                             |               |          |
| 1904                                                   | 1908     | ?                                             |               |          |
| 1908                                                   | 1912     | ?                                             |               |          |
| 1912                                                   | 1919     | ?                                             |               |          |
| 1919                                                   | 1925     | ?                                             |               |          |
| 1925                                                   | 1929     | ?                                             |               |          |
| 1929                                                   | 1935     | ?                                             |               |          |
| 1935                                                   | 1945     | ?                                             |               |          |
| 1945                                                   | 1947     | ?                                             |               |          |
| 1947                                                   | 1953     | ?                                             |               |          |
| 1953                                                   | 1959     | ?                                             |               |          |
| 1959                                                   | 1965     | ?                                             |               |          |
| 1965                                                   | 1971     | ?                                             |               |          |
| 1971                                                   | 1977     | ?                                             |               |          |
| 1977                                                   | 2001     | Martial Langlais                              | PCF           |          |
| 2001                                                   | mai 2013 | Marcel Cros                                   | apparenté PCF |          |
| juillet 2013                                           | En cours | Nicole Durand[source insuffisante]            | apparenté PCF | employée |

### Rattachements administratifs et électoraux
Lapeyrouse-Mornay appartient à la communauté de communes Porte de DrômArdèche depuis le 1er janvier 2014. Elle faisait auparavant partie de la communauté de communes Rhône-Valloire. Une fusion entre les communautés de communes du nord Drôme Ardèche a en effet conduit au regroupement des anciennes communautés de communes des Quatre Collines, La Galaure, Les Deux Rives de la région de Saint-Vallier et Rhône-Valloire pour ne former plus qu’une seule communauté regroupant 35 communes et 43 500 habitants.

### Politique environnementale
Le village a un réseau d'assainissement collectif qui relie moins de 200 abonnés à la station d'épuration construite en 2008. En revanche, les 350 logements des hameaux autour du bourg, n'étant pas reliés à la station, sont en assainissement individuel.
Le tri sélectif des déchets est réalisé grâce à plusieurs « points d'apport volontaire » répartis sur la commune et dont la collecte est réalisée un niveau intercommunal par le Syndicat intercommunal rhodanien de collecte et de traitement des ordures ménagères (SIRTCOM). La déchetterie la plus proche est située à Saint-Sorlin-en-Valloire.
En 2012, la consommation d'énergie de la commune est de 1  à   2 tep par habitant, un niveau comparable à la plupart des communes alentour.

## Population et société

### Démographie
L'évolution du nombre d'habitants est connue à travers les recensements de la population effectués dans la commune depuis 1856. Pour les communes de moins de 10 000 habitants, une enquête de recensement portant sur toute la population est réalisée tous les cinq ans, les populations de référence des années intermédiaires étant quant à elles estimées par interpolation ou extrapolation. Pour la commune, le premier recensement exhaustif entrant dans le cadre du nouveau dispositif a été réalisé en 2006.

En 2022, la commune comptait 1 188 habitants, en évolution de −2,38 % par rapport à 2016 (Drôme : +2,64 %, France hors Mayotte : +2,11 %).
| 1856 | 1861 | 1866 | 1872 | 1876 | 1881 | 1886 | 1891 | 1896 |
| ---- | ---- | ---- | ---- | ---- | ---- | ---- | ---- | ---- |
| 769  | 800  | 787  | 773  | 799  | 824  | 826  | 812  | 737  |

| 1901 | 1906 | 1911 | 1921 | 1926 | 1931 | 1936 | 1946 | 1954 |
| ---- | ---- | ---- | ---- | ---- | ---- | ---- | ---- | ---- |
| 720  | 697  | 670  | 630  | 629  | 614  | 624  | 570  | 576  |

| 1962 | 1968 | 1975 | 1982 | 1990 | 1999 | 2006  | 2011  | 2016  |
| ---- | ---- | ---- | ---- | ---- | ---- | ----- | ----- | ----- |
| 590  | 597  | 599  | 615  | 723  | 805  | 1 015 | 1 160 | 1 217 |

| 2021  | 2022  | - | - | - | - | - | - | - |
| ----- | ----- | - | - | - | - | - | - | - |
| 1 199 | 1 188 | - | - | - | - | - | - | - |

### Enseignement
Le village fait partie de l'académie de Grenoble et dispose d'une école élémentaire et maternelle dont l'effectif est de 139 élèves pour l'année scolaire 2017-2018.

### Manifestations culturelles et festivités
Le jeudi de l'Ascension, le SCC Jarcieurois organise depuis plusieurs années un stock-car dans une ancienne carrière[réf. nécessaire].

### Médias
La population de la commune se situe dans l'aire de diffusion de plusieurs médias :
- Presse écrite
  - Le Dauphiné libéré, quotidien régional qui consacre, chaque jour, y compris le dimanche, dans son édition de « Romans et Drôme des collines » un ou plusieurs articles à l'actualité du canton et de la commune, ainsi que des informations sur les éventuelles manifestations locales, les travaux routiers, et autres événements divers à caractère local.
  - L'Impartial de la Drôme, hebdomadaire régional. Le journal retrace chaque semaine les événements économiques, politiques, associatifs, culturels et sportifs de la vie locale et régionale.
  - L'Agriculture Drômoise, journal d'informations agricoles et rurales, couvre l'ensemble du département de la Drôme.
  - Drôme Hebdo (ancien Peuple Libre), hebdomadaire chrétien d'informations.
- Presse audio-visuelle
  - Ici Drôme Ardèche est une radio publique diffusée sur son territoire et dans celui du département de la Drôme.

## Économie

### Agriculture
En 1992 : céréales, vignes, vergers, tabac, bovins, caprins.
- Coopérative fruitière et coopérative agricole[37].

### Emploi
En 2014 la population âgée de 15 à 64 ans s'élève à 719 personnes (667 en 2009) parmi lesquelles on compte 77,6 % d'actifs dont 8,4 % sont des chômeurs (respectivement 72,4 % et 9,3 % en 2009).
Le nombre d'emplois dans la zone reste relativement stable entre 2009 et 2014 (respectivement 233 et 228) alors que le nombre d'actifs qui ont en même temps un emploi et qui réside dans la zone est passé de 425 en 2009 à 503 en 2014 ; l'indicateur de concentration d'emploi perdant environ dix points entre ces deux dates, passant de 54,9 % à 45,2 % ; ce qui signifie qu'il y a dans la zone environ 45 emplois pour cent actifs ayant un emploi en 2014.
Au 31 janvier 2015, la majorité des emplois concernent les secteurs du commerce, des transports et des services (58,5 %), le reste des emplois étant équitablement réparti entre les secteurs de l'agriculture, de l'industrie et de la construction (environ 11 à 12 % chacun).
Plus de 82 % des établissements de la commune n'ont aucun salarié, 16 % en ont entre un et neuf et moins de 2 % ont plus de dix salariés.

## Culture locale et patrimoine

### Lieux et monuments
- Château de Joyeuse du XVIIIe siècle, ancienne propriété de la famille (de) Barrin, instigatrice de la création de la commune[25].
- Église Saint-Henri de Lapeyrouse-Mornay du XIXe siècle : appareil limousin[37].

### Patrimoine naturel
- Bois de Mornay[37].

### Personnalités liées à la commune
- Jérôme Cavalli (né en 1905 à Lapeyrouse-Mornay, mort pour la France en 1943 à Thélepte dans le sud de la Tunisie) : aviateur français.

### Héraldique, logotype et devise
|  | Lapeyrouse-Mornay possède des armoiries dont l'origine et le blasonnement exact ne sont pas disponibles. |